# 石本酒造
石本酒造株式会社（いしもと しゅぞう）は、新潟県新潟市江南区北山にある酒造会社。日本酒「越乃寒梅」の醸造元である。

## 沿革
石本酒造は1907年（明治40年）創業。太平洋戦争前後の国策で醸造用の糖類・アルコールを添加したいわゆる「三倍醸造」の日本酒が幅を利かせた中でも、決して儲けに走ることなく本来の酒造りを貫き、「淡麗辛口」のすっきりとした味わいの酒を造り続けた。しかし「濃厚甘口」が主流であった当時の消費者の価値観にはなかなか受け入れられず、売上げが低迷した時期も経験している。
1960年代に入り、次第に消費者の価値観が多様化していく中、雑誌『酒』の編集長であった随筆家の佐々木久子が「越乃寒梅」に着目し、同誌で「幻の酒」として取り上げた。これを機にブームに火が点き、さらに1963年に『週刊朝日』誌上で佐々木の越乃寒梅への傾倒ぶりが取り上げられ、“地酒ブーム”が起こった。これ以降、「越乃寒梅」の人気は高まり、現在に至るまで高い評価を得続けている。
醸造工程だけでなく酒米についてもこだわっている。兵庫県三木市から「山田錦」を仕入れているほか、地元新潟県の農家に「五百万石」の契約栽培を依頼している。
現在、白ラベルの本来の小売価格は2,030円（税別）で、市内直売の酒店ではこの額で販売されている。だが県内の一部量販店や非正規店、首都圏や京阪神圏など大都市部の酒店、インターネットのショッピングモールやオークションなどにおいては、プレミアが付加された上でかなりの高値で取引されている。中には10,000円前後の価格が付いている所もある。とりわけ純米吟醸酒や大吟醸酒などは生産量がごく僅かであることから、より高値で取引されている。
蔵元は品質向上を最優先し、安易に大量生産に走ることなく生産量を限定して醸造を続けている。その一方で近年人気が高まり、需要と供給のバランスが取れなくなったことから、このようにプレミアが付加されて販売されるケースが増えつつある。その一方で蔵元の関係者は、近年越乃寒梅が“幻の酒”と崇められることについて「本来であれば、越乃寒梅はお客様に“気軽に飲んで頂ける酒”でありたいのですが…」と、人気の過熱ぶりに当惑しているという。
なお、石本酒造は2019年3月末まで新潟市中央区東堀前通九番町に所有する「きた山ビル」でアンテナショップを展開しており、1階に日本料理「越乃寒梅 きた山」、2階にフランス料理主体のダイニングバー「越乃寒梅 Manjia」の2店を出店していた。
- 2016年（平成28年）- 6月17日、新商品『純米吟醸 灑（さい）』を発売[9][10][11]。9月28日、地域限定『越乃寒梅 普通酒 大江山産』（本社のある大江山地区産の酒米五百万石で仕込み）を発売[12][13]。

## 銘柄
越乃寒梅（こしのかんばい）は新潟県を代表する日本酒で、全国的に知られる銘酒のひとつでもある。
飲み口は「淡麗辛口」の典型的な新潟県の日本酒の味であり、さらりとして飲み口は軽い。
主なラインアップは白ラベル「普通酒」、別撰「吟醸」、無垢「純米吟醸酒」、特撰「吟醸酒」、金無垢「純米大吟醸酒」、超特撰「大吟醸」、特醸酒（大吟醸酒＋乙焼酎）。2012年11月より精米歩合を変更し、若干種別が変更されている。
また焼酎もあり「古酒乙焼酎」（粕取り）は無垢以上の良質な酒粕を原料とし、5年間熟成させたものを出荷している。この他、同市内の一部酒店では酒粕も販売されており、味噌汁や鍋物、粕漬け、甘酒などの調理に重宝されている。

## 受賞歴
全国新酒鑑評会
平成14酒造年 - 29酒造年
- 「越乃寒梅」金賞受賞 - 平成29年受賞